# 珊瑚苣苔
珊瑚苣苔（学名：Corallodiscus cordatulus），为苦苣苔科珊瑚苣苔属下的一个植物种。